# Pityrogramma calomelanos
Pityrogramma calomelanos là một loài thực vật có mạch trong họ Adiantaceae. Loài này được (L.) Link miêu tả khoa học đầu tiên năm 1833.